# Heteronychia dayani
Heteronychia dayani är en tvåvingeart som beskrevs av Andy Z. Lehrer 1996. Heteronychia dayani ingår i släktet Heteronychia och familjen köttflugor.
Artens utbredningsområde är Israel. Inga underarter finns listade i Catalogue of Life.